# Vasile Strâmbu
Vasile Strâmbu este un fost senator român în legislatura 1992-1996
ales în circumscripția electorală nr.24 IAȘI din 1994. La data de 6 septembrie 1994, Vasile Strâmbu l-a înlocuit pe decedatul senator Ion Aurel Stoica. Vasile Strâmbu a fost membru n comisia pentru cercetarea abuzurilor, combaterea corupției și petiții.  

## Legaturi externe
- Vasile Strâmbu la cdep.ro